# ジープ島
ジープ島（ジープとう、JEEP Island）はミクロネシア連邦・チューク州・チューク環礁（旧名トラック環礁）内にある島。州都のあるウエノ島（旧名モエン島）から船で30-40分。直径34メートル。外周110メートル。

## 歴史
- 第二次世界大戦前の日本の委任統治下時に「婚島」と命名されるまでは、無名の無人島であった。
- 1997年に吉田宏司が島のオーナー、キミオ・アイセック（Kimiuo Aisek）の協力を得て単身で移住。島名を「ジープ島（JEEP Island）」とし、開島した。
- 現在はウエノ島（旧名モエン島）にある「ブルーラグーンリゾート」ホテルの別館としてゲスト（日本人のみ）を受け入れている。
- ドルフィンスイム、スクーバダイビング、レックダイビング（沈船ダイビング）のメッカ。
- 「世界の絶景100選  ついに決定! 死ぬまでに見たい100の絶景と地球一絶景大発表スペシャル」（フジテレビ 2009年2月20日放送）で、新庄剛志が紹介した島に架かる虹の景観が第1位に選ばれた。

## ギャラリー

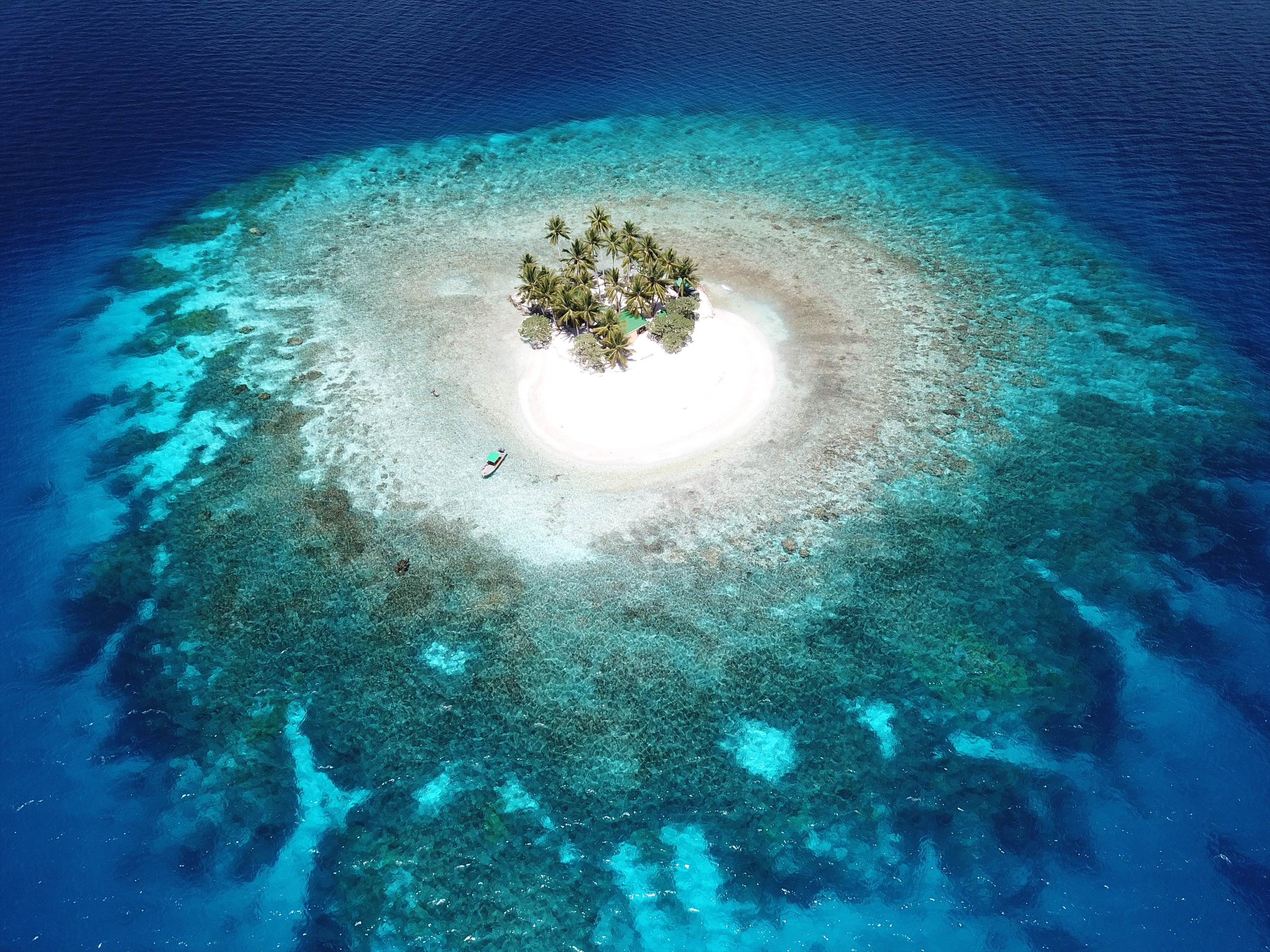
ジープ島全景
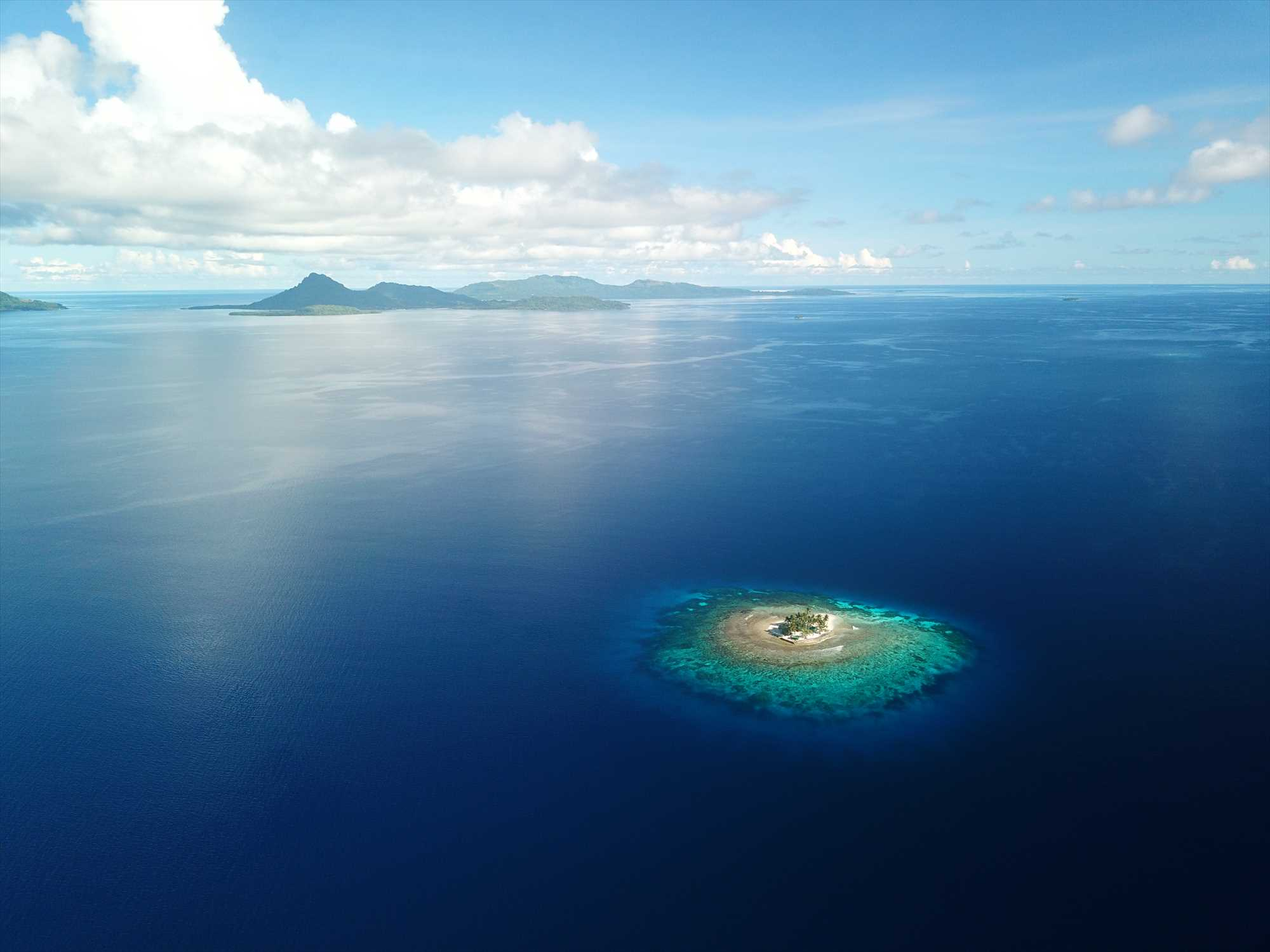
奥に見えるのが夏島と春島
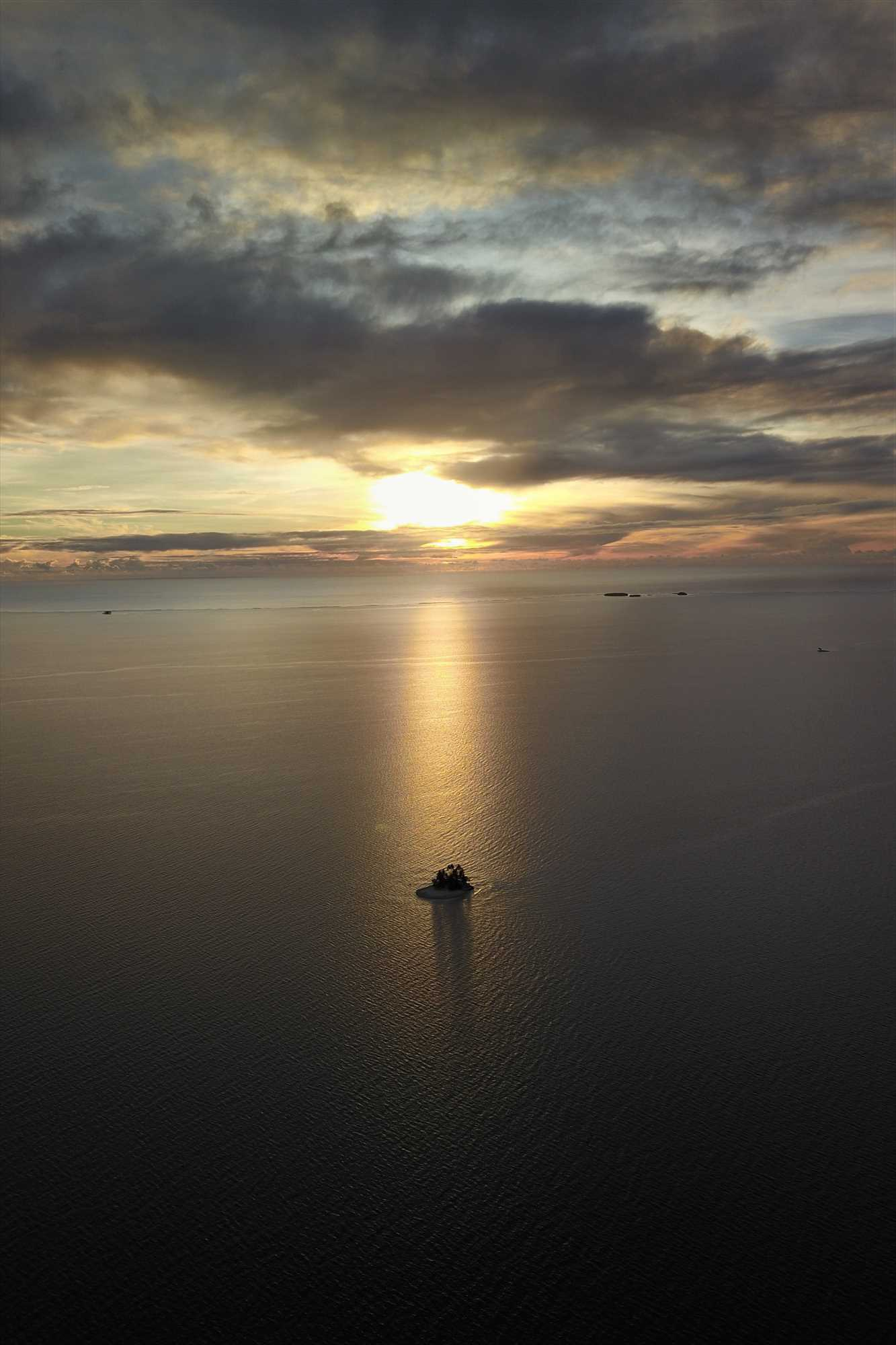
朝陽に照らされるジープ島
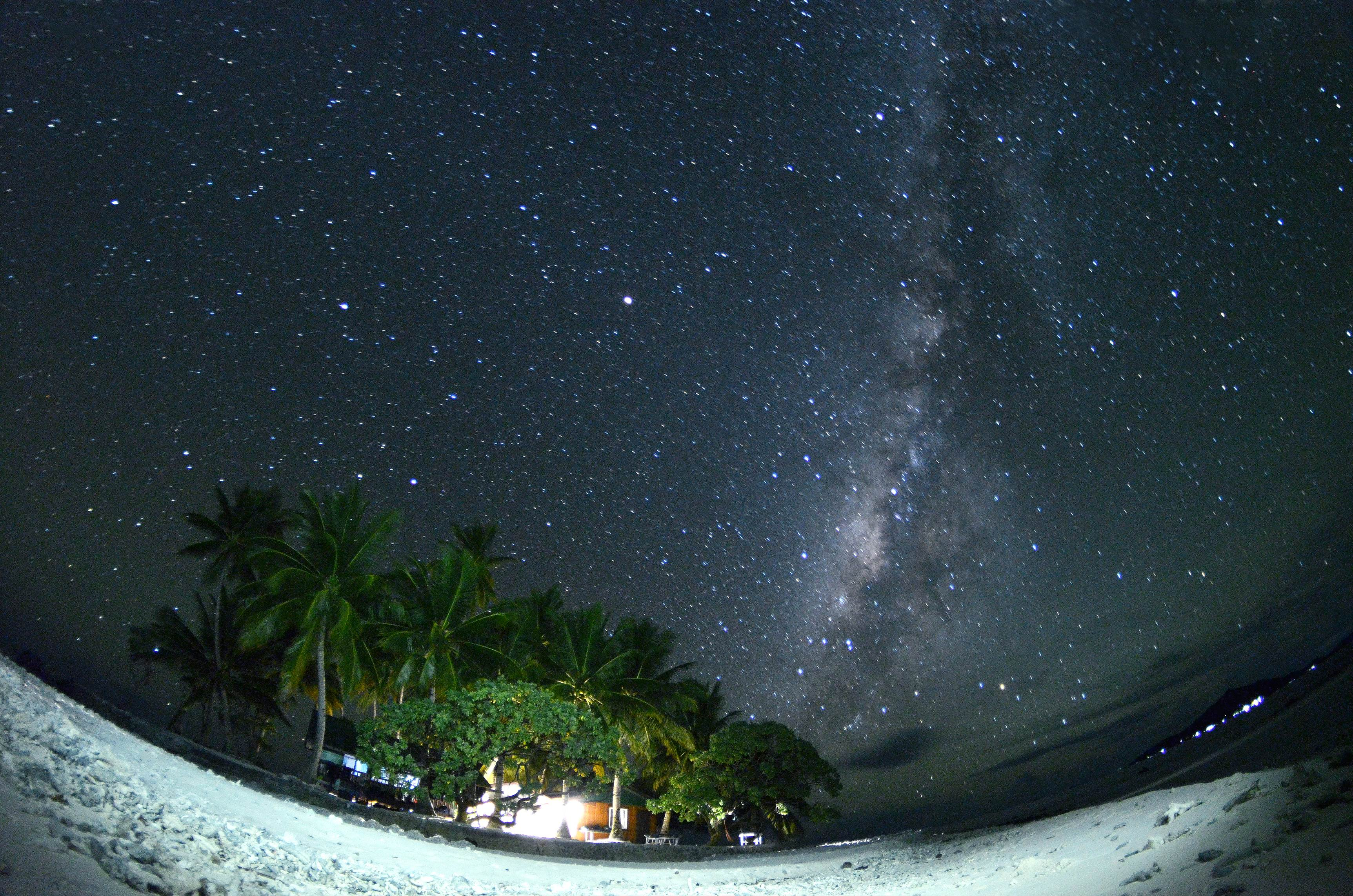
ジープ島と天の川
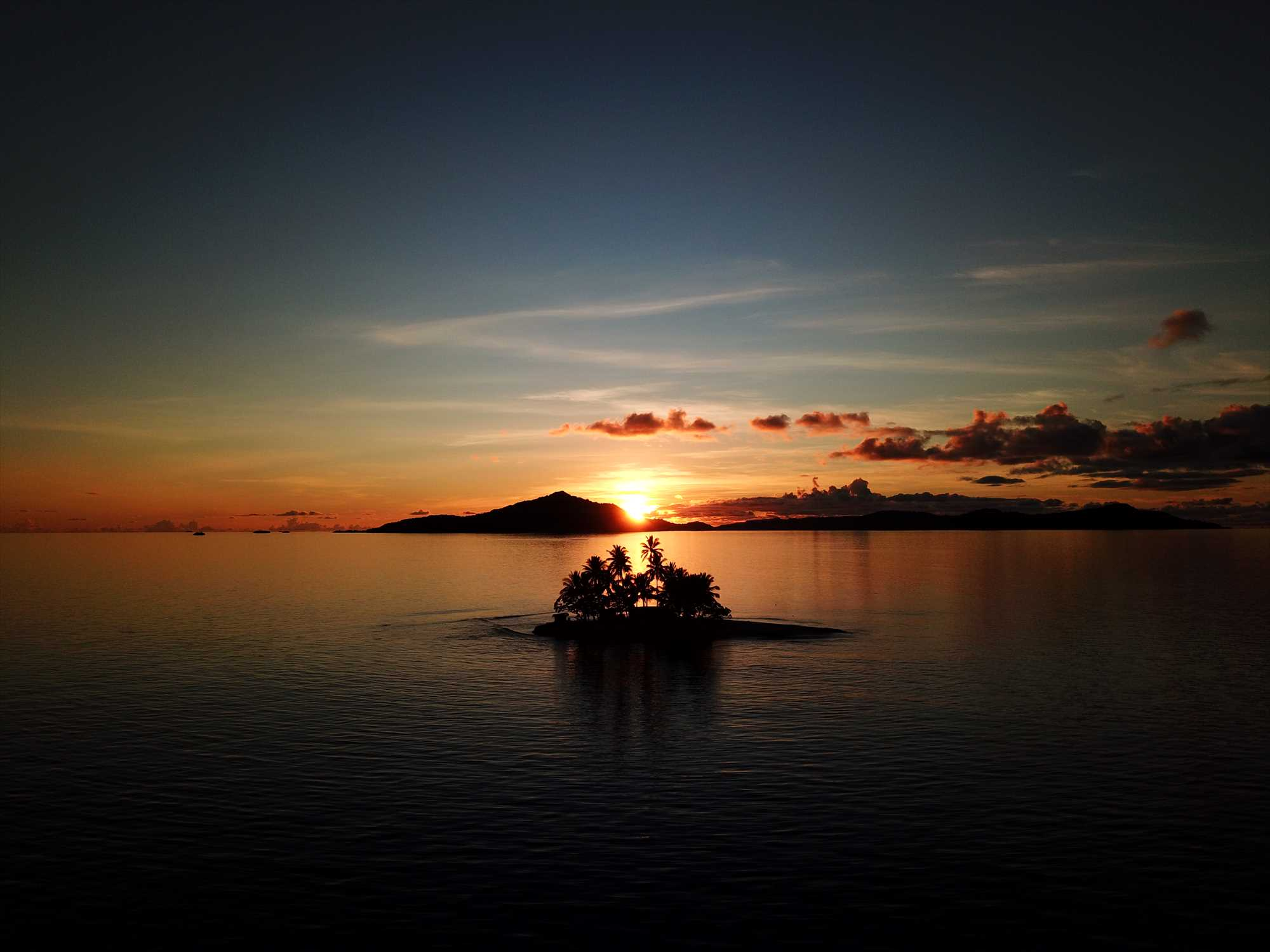
夕日に照らされるジープ島
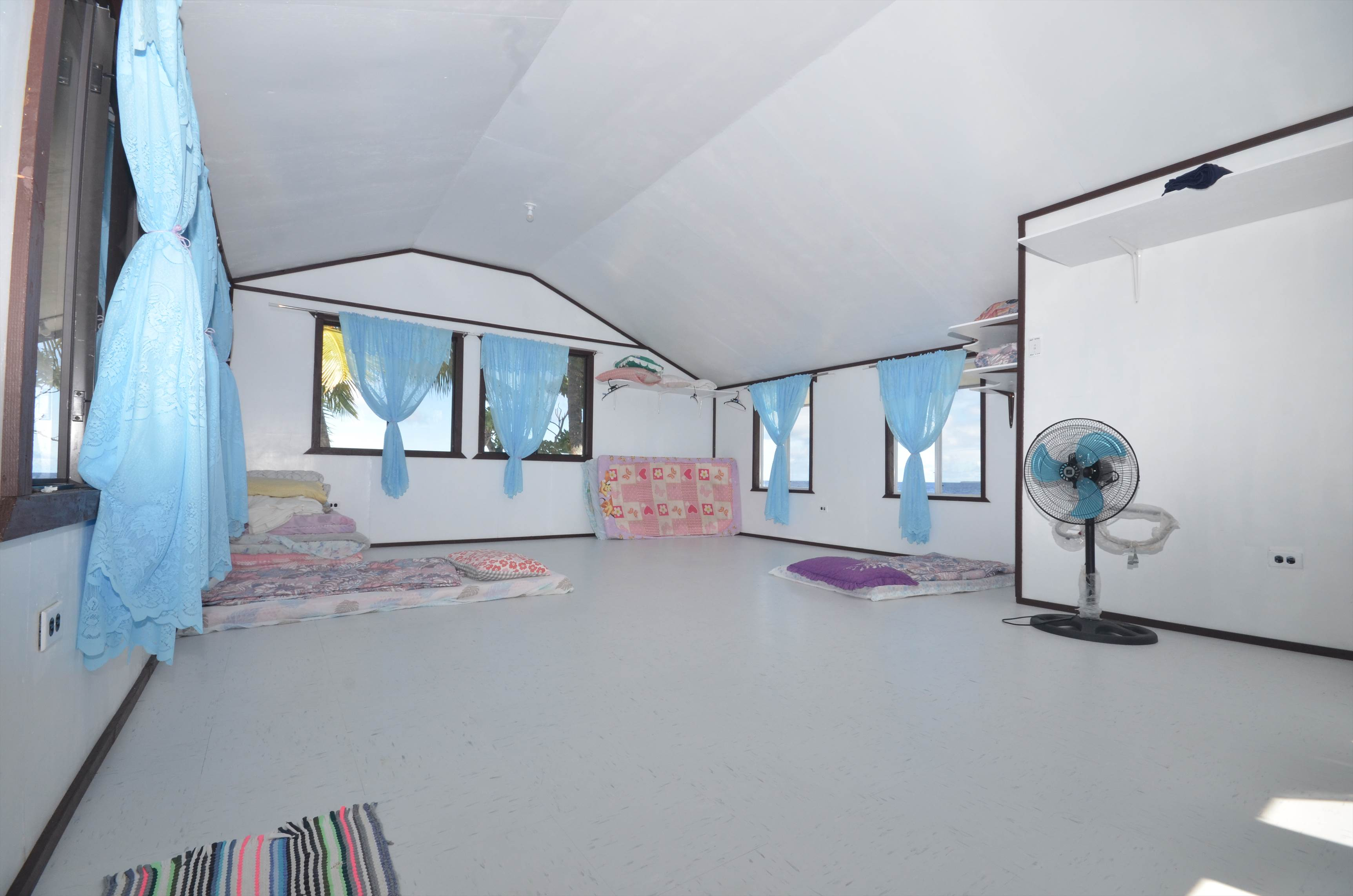
宿泊棟の様子
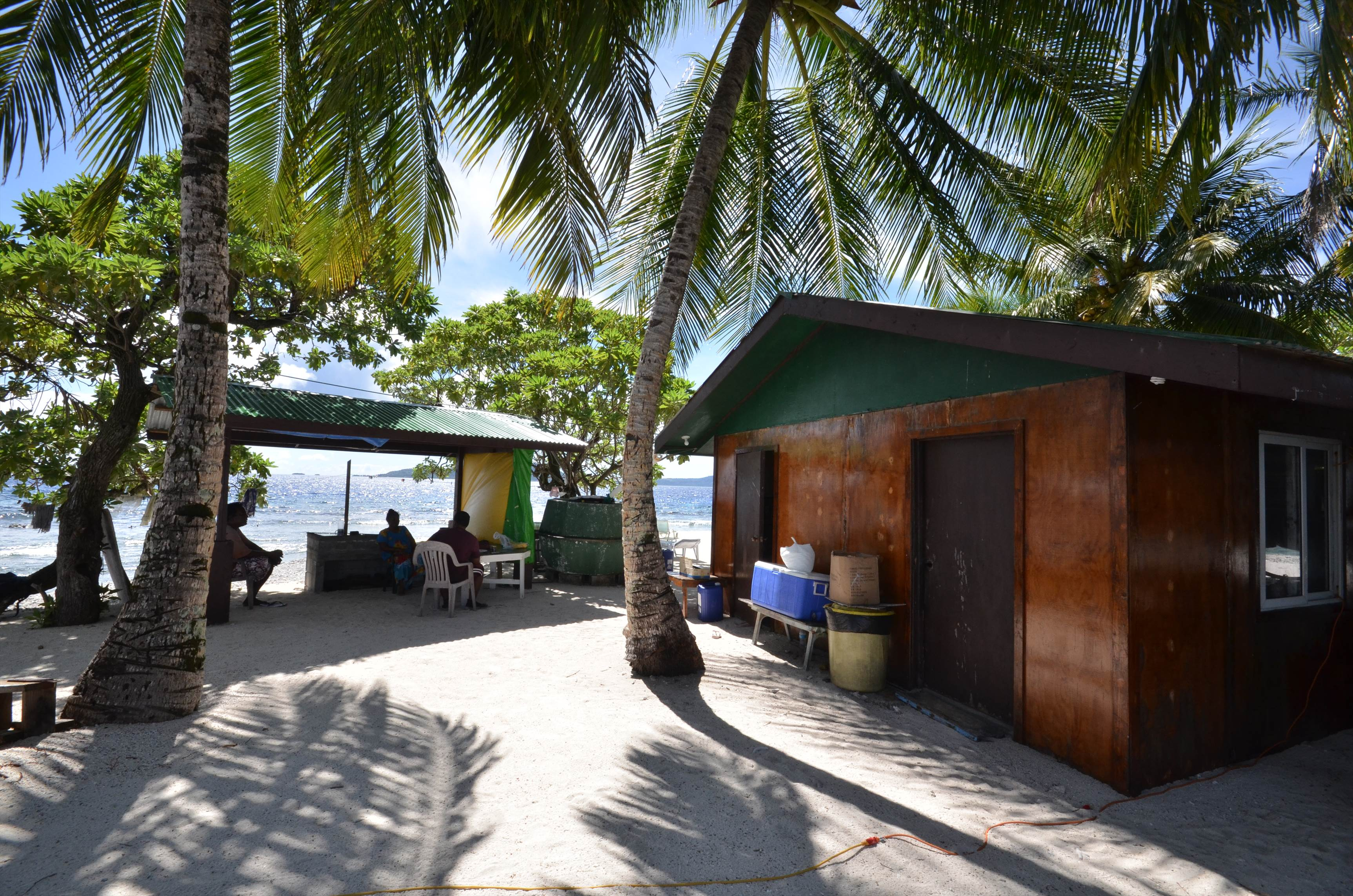
島の様子
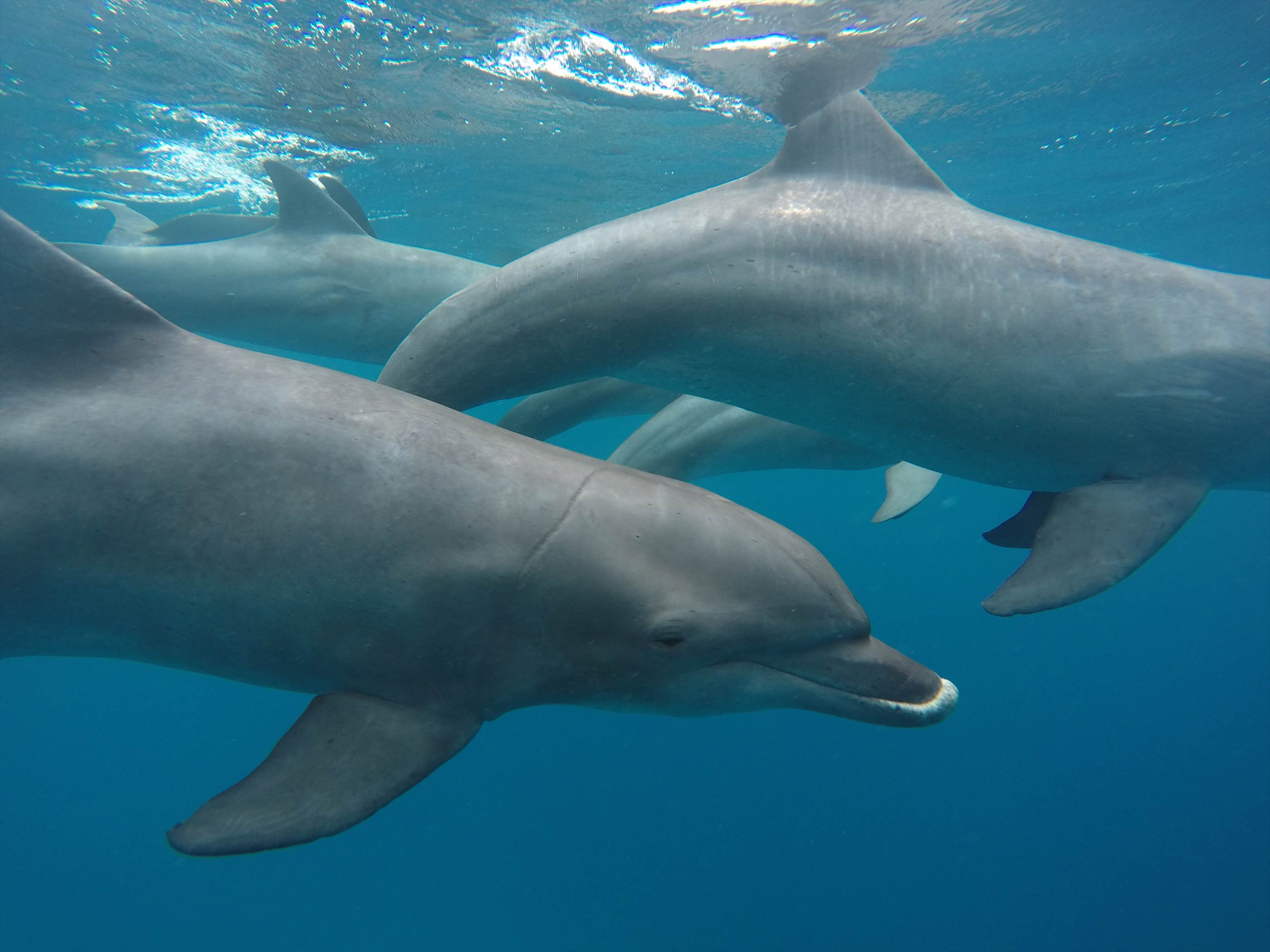
イルカは夏の方が見つけやすい

## 書籍
- 『South-ing JEEP ISLAND』吉田宏司・文／宮地岩根・写真（ISBN 978-4-883805891）
- 『ジープ島』中村珠央・文／中村征夫・写真（ISBN 978-4-883204113）

## メディア
- なるほど!ザ・ワールド「新年あけまして！！奇跡の絶景スペシャル」（フジテレビ系 2020年1月1日放送）[1]